# Steinway Trail
Der Steinway Trail ist ein 14,3 Kilometer langer Streckenwanderweg im Nordwesten des Harzes im Landkreis Goslar in Niedersachsen. Er verbindet Wolfshagen im Harz mit Seesen.

## Geschichte
Der Wanderweg wurde am 9. Mai 2015 offiziell eröffnet, nachdem ab September 2014 die Einrichtung mit Informationstafeln und Wegweisern in Angriff genommen worden war.
Der kulturgeschichtliche Wanderweg soll an den am 22. Februar 1797 in Wolfshagen im Harz geborenen Klavierbauer Heinrich Engelhard Steinweg erinnern, der als Tischlermeister ab 1825 zunächst in Seesen arbeitete und sich dort ab 1836 auf den Instrumentenbau konzentrierte. Er wanderte 1850 nach New York in den Vereinigten Staaten aus und gründete 1853 das Klavierbau-Unternehmen Steinway & Sons.
William Steinway, ein Sohn von Heinrich Engelhard, wurde als Wilhelm Steinweg 1835 in Seesen geboren und war in den USA ebenfalls als Klavierbauer und Geschäftsmann tätig.

## Beschreibung und Einbindung ins lokale Wanderwegnetz

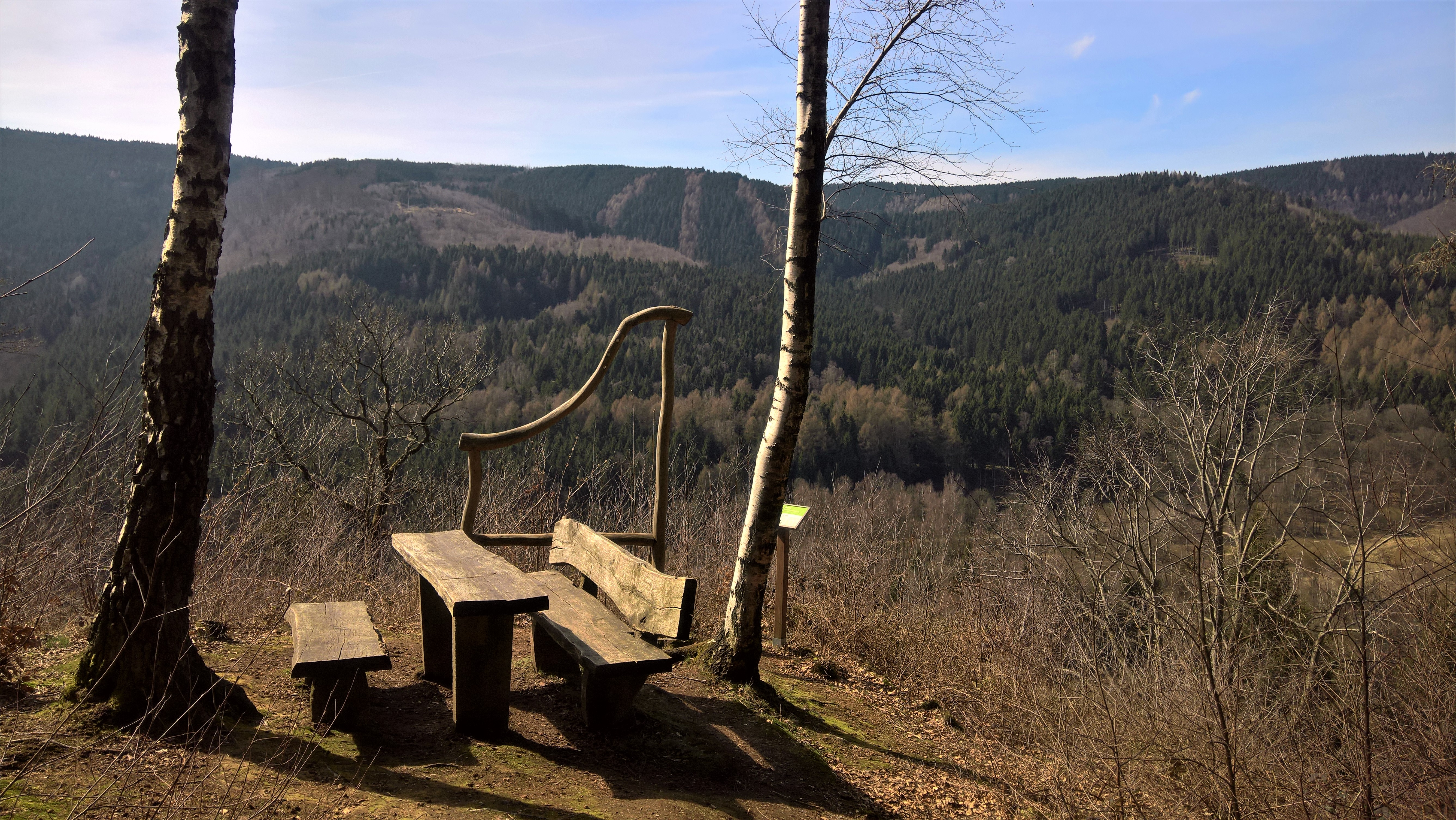
Rastplatz und Aussichtspunkt an der Mandolinenhütte

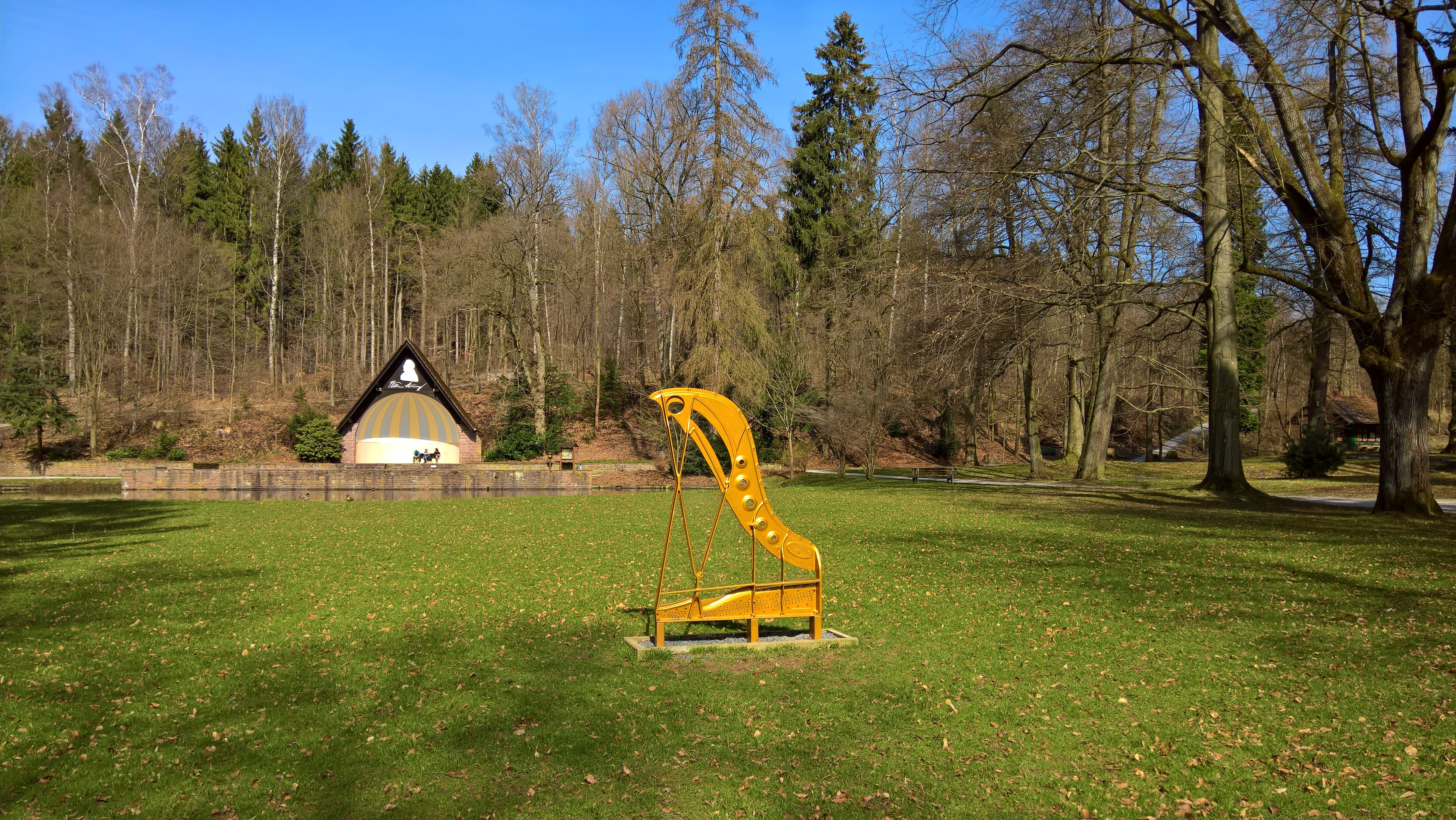
Im Steinway-Park Seesen

Der Steinway Trail beginnt am westlichen Ortsrand von Wolfshagen im Harz und verläuft zunächst entlang von Bergwiesen bis zum Aussichtspunkt am Pavillon „Steile Wiese“, von dem aus sich ein Blick auf den im Tölletal gelegenen Ort bietet. Anschließend steigt der Weg an und führt weiter durch den Wald in Richtung Mandolinenhütte, von der ein Blick auf den südlichen Teil der Innerstetalsperre möglich ist. Danach folgt ein steiler Abstieg in Richtung Innerstetal, wo der niedrigste Punkt des Wanderwegs liegt und der gleichnamige Fluss sowie die Landesstraße 515 überquert werden. Im Anschluss steigt die Strecke stetig an und erreicht nach etwa elf Kilometern hinter dem Schnapsplatz ihren höchsten Punkt. Zuvor trifft der Wanderweg auf den Harzer Försterstieg, mit dem er bis zur Tränkebachhütte, einer großen Wanderhütte des Harzklubs mit Rastplatz gemeinsam verläuft. Dort beginnt der steile Abstieg in Richtung Seesen über die Quelle des Tränkebachs, das Tränkebachtal und das Schildautal bis zum Steinway-Park am östlichen Stadtrand, womit der Zielpunkt erreicht ist.
Die offizielle Website gibt für den Wanderweg folgende Streckenpunkte an:
Am Jahnskamp – Festhalle Wolfshagen – Burgweg – Naturlehrpfad – Pavillon „Steile Wiese“ – Weide am Wittenberg – Mandolinenhütte – Zulauf der Innerstetalsperre – Kleines Trogtal – Schnapsweg (Steigertal) – Schnapsplatz – Tränkebachhütte – Forellenstieg – Steinway-Park Seesen.
Die Tränkebachhütte ist als Stempelstelle Nr. 104 und die Mandolinenhütte als Nr. 142 in das System der Harzer Wandernadel einbezogen.

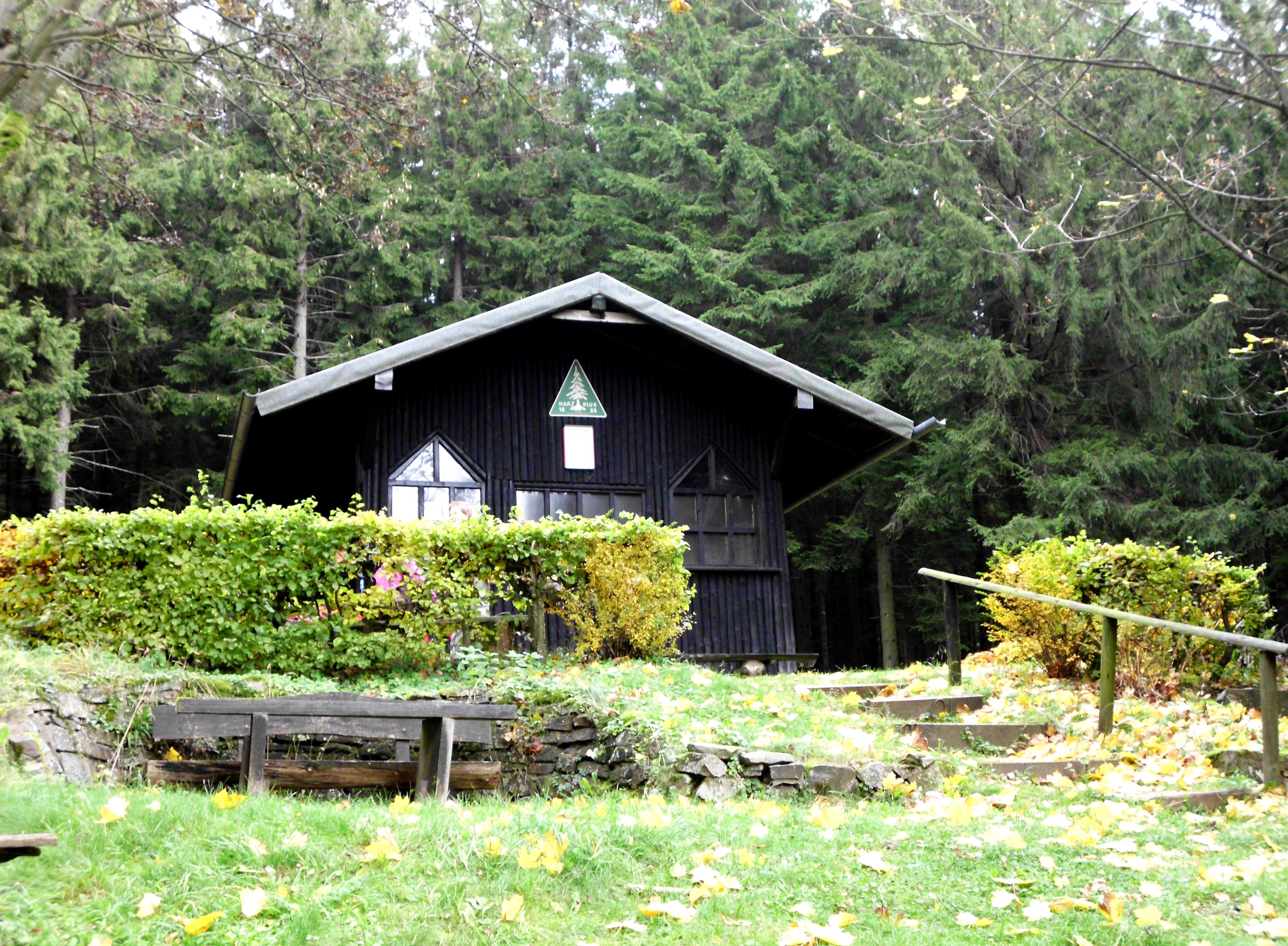
Tränkebachhütte
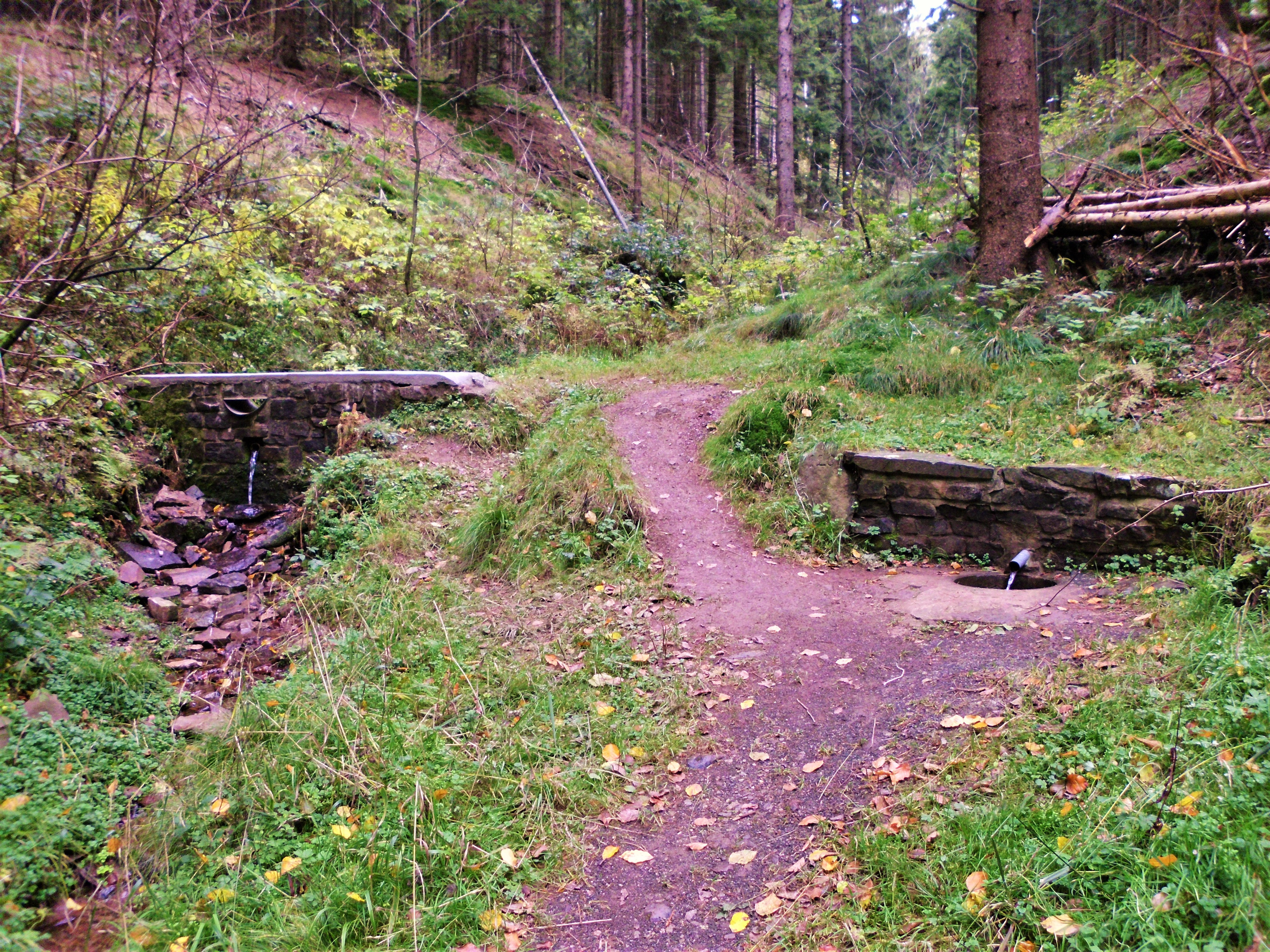
Quellen des Tränkebachs
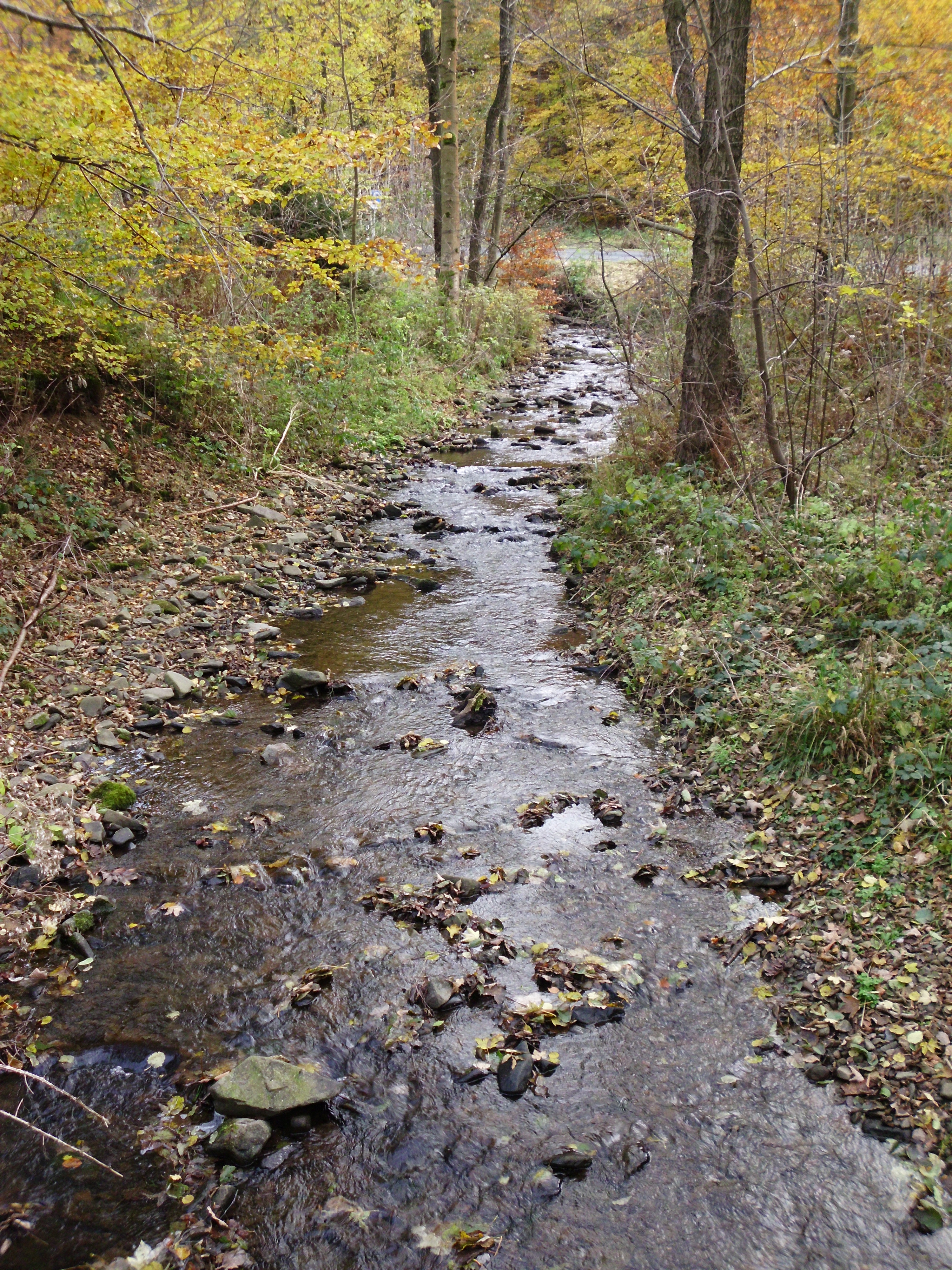
Schildau beim Forsthaus Neckelnberg
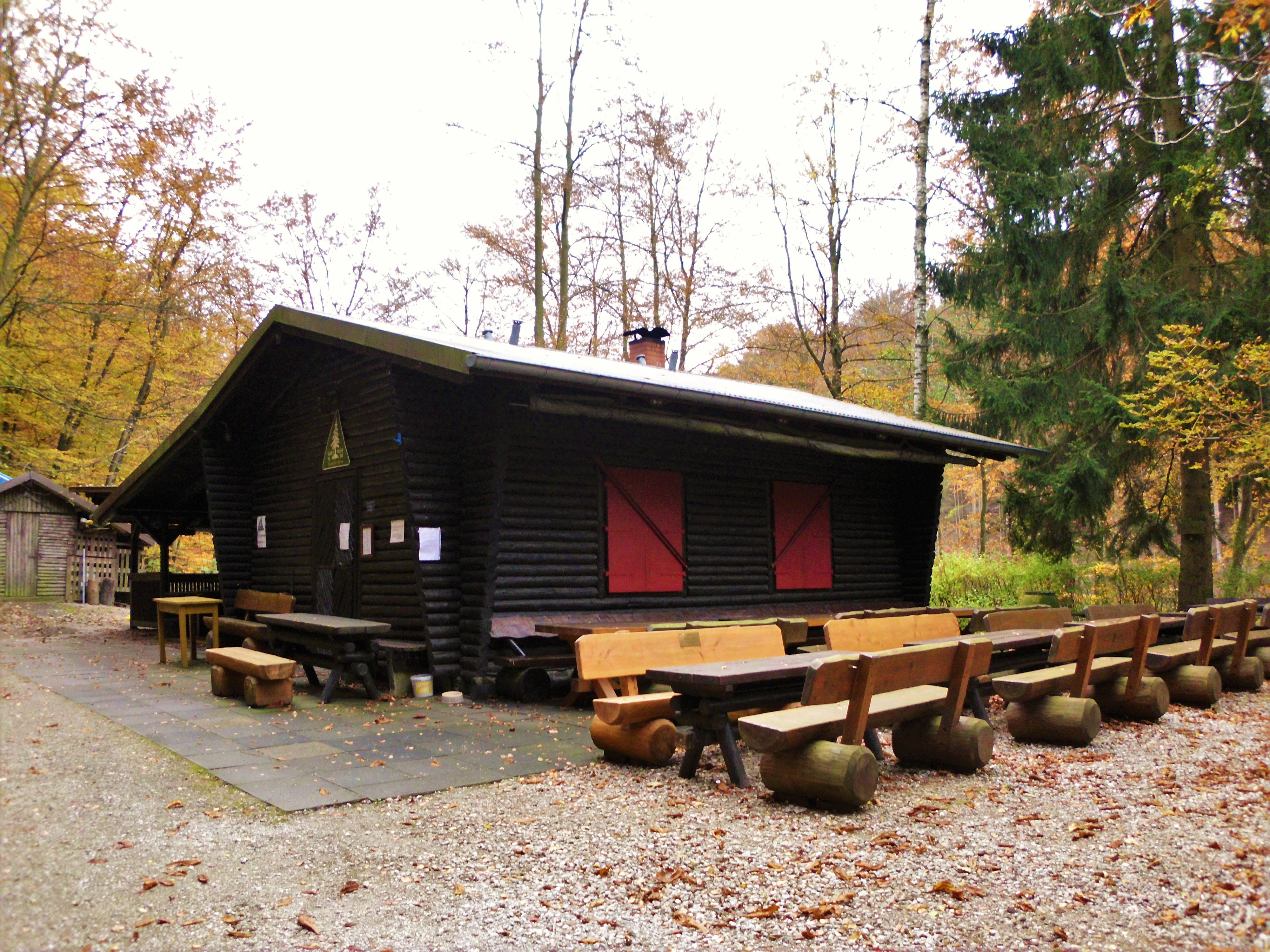
Wanderbaude am Forsthaus Neckelnberg